# TO熊カード
TO熊カード（ツーユーカード）は、かつて熊本市交通局の路面電車（熊本市電）、九州産交バス・産交バス、熊本電鉄バス、熊本バス、熊本都市バスの各バス路線で相互に利用できたプリペイドカードである。
それまで発売されていた県内共通回数券の代替として1998年（平成10年）3月30日に導入された。愛称名は一般公募により決められたものである。

## 発売券種

### 一般用
- 1,100円（発売額1,000円）
- 3,300円（発売額3,000円）
- 5,600円（発売額5,000円）
- 11,200円（発売額10,000円）- 九州産交バスのみ

### 通学用
- 1,300円（発売額1,000円）
- 3,900円（発売額3,000円）
- 6,500円（発売額5,000円）

各会社によってデザインが異なっていた。一例として産交バスが発売していたカードはくまモンデザインであった。
熊本都市バスに関しては、独自のカードを発行せず、年度ごとに1社ずつ、出資している他の3社が発行するカードを販売していた。
- 平成21年度・24年度：熊本バス
- 平成22年度・25年度：熊本電鉄
- 平成23年度・26年度：九州産交

## 使用できた交通機関
九州産交バス
- 熊本営業所（高速特急ひのくに号、特急たかちほ号（九州産交バス担当便のみ）、熊本空港リムジンバスを含む）
- 松橋営業所
- 山鹿営業所
- 大津営業所
- 木山営業所

産交バス（上記九州産交バス直営の一部を含む）
- 玉名営業所
- 玉名営業所荒尾車庫（旧荒尾市交通局路線を含む)
- 高森営業所（快速たかもり号のみ）
- 三角営業所
- 天草営業所（快速あまくさ号のみ）

これ以外の産交バス路線（熊本都市圏から外れた県下の路線）では利用できず、代替として産交バス専用紙式回数券にて対応していた。ただし、本渡バスセンター、三角営業所、高森営業所と松島案内所（上天草市）ではカード利用可能な熊本市内からの直通路線（快速および特急）があったため、窓口でカードを販売していた。
熊本市交通局
- 路面電車全路線

熊本電鉄バス
- 路線バス全路線

熊本バス
- 下福良線及びマイクロバス運用を除く全路線

熊本都市バス
- 全路線

## 乗り継ぎ割引
60分以内に乗り継ぎをした場合、偶数番目に乗り継いだほうの運賃が大人20円・小児10円が割り引かれた。奇数番目の乗り継ぎについては割引対象外。バスと路面電車間の乗り継ぎでも割引適用。降車してから次の乗車まで（降車時に運賃箱の端末を通してから次の乗車時に端末を通すまで）60分を超えた場合、乗り継ぎ割引はリセットされるものの、バス乗車時間が60分を超えても乗り継ぎが60分以内であれば割引は適用された。
残金が不足した場合は、新しいカードを使えば引き続き割引を利用できた。奇数番目の降車にてカード残高がちょうど0円になった際は、そのカードを回収箱に入れずに持って降りて、次の乗車時に使用すると乗り継ぎ割引が適用された。降車の際に残高0円のカードを通した後、不足分を新しいカードまたは現金で支払う。もしくは、ちょうど0円になった際に、すでに新しいカードを所持・購入していれば、運転手に申し出て、そのカードに乗り継ぎマークを印字してもらうことも可能であった。

## 発売箇所
バスや路面電車の車内、各バス事業者営業窓口のほか、一部のコンビニエンスストア、スーパーマーケット、熊本市役所内地下売店および熊本交通センター各ホーム・熊本市役所1階ロビー・通町筋（びぷれす広場内）・水道町バス停（国道3号線沿い、ヴィラージュビル1階）・交通局前バス停（熊本市総合保健福祉センター1階正面玄関）などに設置の自動券売機でも購入可能であった。なお一般用の10,000円分については、熊本交通センター及び本渡バスセンター、産交バス熊本・木山・山鹿（山鹿バスセンター）・大津・松橋・玉名・高森・三角の各営業所窓口で購入できた。
払い戻しは、各発行事業者の窓口で、自社局のカードのみ取り扱い。例えば九州産交が発行したカードは九州産交の窓口のみの取り扱いであった。なお、熊本都市バスに関しては、販売された年度内に限り、同年度に取り扱っている会社のカードのみ対応していたが、窓口は本山営業所のみ。

## 廃止
熊本県内の主要バス会社5社は、2009年からICカードの導入に向けて協議を開始し、国や熊本県・熊本市などから導入に対しての補助金を活用し、2015年4月1日にICカード乗車券「熊本地域振興ICカード（くまモンのIC CARD）」を路線バス・熊本電鉄電車に導入した。運賃支払いに限らず、小売店などでも使える電子マネー機能も搭載する。
一方、熊本市交通局は公募による入札を行い、nimocaを主事業者として契約し、「でんでんnimoca」を2014年3月28日から運用開始した。全国相互利用型10社ICカード乗車券の相互利用にも対応する。なお、くまモンのIC CARDは2015年8月7日より熊本市電で利用可能になった。2016年3月より両ICカードの相互利用が開始された。
「くまモンのIC CARD」「でんでんnimoca」の導入に伴い、TO熊カードは2015年（平成27年）8月31日に販売を終了し、2016年（平成28年）3月31日に利用を終了した。2021年（令和3年）3月31日まで窓口での払い戻しを行った。